# Gorenstein–Walters sats
Inom matematiken är Gorenstein–Walters sats, bevisad av Gorenstein och Walter (1965a, 1965b, 1965c), ett resultat som säger att om en ändlig grupp G har en dihedral Sylow 2-delgrupp, och om O(G) är den maximala normala delgruppen av udda ordning, då är G/O(G) isomorfisk till antingen en 2-group, alternerande gruppen A7 eller en delgrupp av PΓL2(q) som innehåller PSL2(q) med q någon udda primtalspotens.